# Aarwangen (distrikt)
Aarwangen var fram till 31 december 2009 ett amtsbezirk i kantonen Bern, Schweiz.

## Kommuner
Aarwangen var indelat i 25 kommuner:

- Aarwangen
- Auswil
- Bannwil
- Bleienbach
- Busswil bei Melchnau
- Gondiswil
- Gutenburg
- Kleindietwil
- Langenthal
- Leimiswil
- Lotzwil
- Madiswil
- Melchnau
- Obersteckholz
- Oeschenbach
- Reisiswil
- Roggwil
- Rohrbach
- Rohrbachgraben
- Rütschelen
- Schwarzhäusern
- Thunstetten
- Untersteckholz
- Ursenbach
- Wynau